# Мориори
Мориори су староседеоци Чатамских острва у Тихом океану (Rēkohu на мориорском, Wharekauri на маорском). У време европског открића архипелага 1791. године их је било око 1.000. Били су мирољубив народ, а током 1830-их скоро потпуно су их истребили маорски ратници из региона Таранаки. Последњи говорник мориорског језика био је Хиравану Тапу који је преминуо у мају 1900., а последњи чистокрвни припадник народа Томи Соломон је умро 1933. године.

## Порекло
О пореклу Мориора постоји више теорија. Постоји мишљење да су културно и језички били сродни Маорима Јужног острва. Неки археолози мисле да су Мориори полинежански народ, потомци Маора који су у 16. веку населили Чатамска острва. Други сматрају да су се Мориори језички и генетски разликовали од Маора, те да уопште нису били полинежанског него меланежанског порекла.
Мориори су живели као ловци-сакупљачи и ради необрадиве земље нису познавали земљорадњу. Јели су искључиво храну морског порекла, то јест рибе, морске лавове и младе морске птице. Од уметности је познато само да су резбарили дебла. Кастрирали су неке мушке бебе да би контролисали број становника. Нису познавали ни практиковали насиље и рат.

## Контакт са Европљанима
Вилијам Р. Брогхтон је 17. новембра 1791. године крочио на тле острва које је назвао по свом броду HMS Chatham и прогласио их поседом Велике Британије. Острва су постала центар активности китоловаца, па је од заразних болести током контакта са Европљанима и Маорима умрло 10% до 20% мориорске популације. 

## Инвазија Маора
Британци су 1835. раселили Маоре Нгати Мутунга и Нгати Тама из регије Таранаки на Северном острву. Бригантин Lord Rodney, отет од Британаца, стигао је 19. новембра поменуте године на Чатамска острва. На њему је било 500 Маора снабдевених пушкама и секирама са резервама од 78 тона кромпира. После тога 5. децембра је допловио још један брод из којег се искрцало 400 Маора.
Маори, познати као окрутни ратници и канибали, направили су прави геноцид над мирољубивим голоруким Мориорима. Ритуално су убили око 10% популације, набијајући на колац мушкарце, жене и децу без разлике и остављајући их на плажама да данима умиру у великим боловима. Јели су мориорска трупла и терали Мориоре да мокре по својим светиштима. Забранили су им да говоре својим језиком и да се међусобно венчавају, чиме су се побринули да изумру. Само 101 Мориор остао је на острвима 1862. године. Исте године преживели мориорски робови су ослобођени.

## Мориори данас
Мориорија (мешаног порекла) је према попису из 2013. било 738 на Новом Зеланду, од тога 36 на Чатамским острвима, 354 на Северном острву и 348 на Јужном острву Новог Зеланда.